# Frequenza di ricombinazione
La frequenza di ricombinazione (spesso abbreviato RF dall'inglese recombination frequency) misura l'entità del linkage  o associazione genica; la RF è un indice della ricombinazione genetica avvenuta tra due geni. Si calcola come il rapporto: gameti ricombinanti/n° gameti totali.
Per gameti ricombinanti si intendono gameti con combinazioni alleliche diverse da quelle dei genitori.
La RF sarà del 50%  se i due geni sono presenti su cromosomi distinti o sullo stesso cromosoma ma molto distanziati (a causa del fenomeno del crossing-over). Questa è una conseguenza della legge dell'assortimento indipendente.
Quando, invece, due geni sono vicini sullo stesso cromosoma essi non assortiscono indipendentemente: vengono detti infatti  geni associati. La loro ricombinazione sarà perciò esclusivamente effetto del crossing-over, che causerà perciò una frequenza di ricombinazione sempre minore del 50%. Più due geni saranno vicini minore sarà la loro frequenza di ricombinazione. Per questo la RF è direttamente proporzionale alla distanza tra i due geni: la creazione di mappe genetiche si basa proprio su questo principio.
Il centimorgan (cM) è un'unità di distanza tra geni calcolata in funzione della RF. Un cM è la distanza tra due geni tra cui la frequenza di ricombinazione è dell'1% (ovvero un gamete su cento è ricombinante).

## Storia
Gli studi e le scoperte riguardanti la frequenza di ricombinazione vanno attribuiti al genetista e biologo statunitense Thomas Hunt Morgan, vincitore del Premio Nobel per la medicina nel 1933. Gli studi sulla frequenza di ricombinazione e sulle mappe genetiche vennero compiuti proprio sul tipico moscerino da frutta (Drosophila Melanogaster) molto studiato da Morgan.